# Trichomyia intricata
Trichomyia intricata är en tvåvingeart som beskrevs av Quate 1996. Trichomyia intricata ingår i släktet Trichomyia och familjen fjärilsmyggor.
Artens utbredningsområde är Costa Rica. Inga underarter finns listade i Catalogue of Life.